# Цецилия Рената Австрийская
Цеци́лия Рена́та Австри́йская (нем. Cäcilia Renata von Österreich, пол. Cecylia Renata Habsburżanka, бел. Цэцы́лія Рэна́та Га́бсбург, лит. Cecilija Renata Habsburgaitė; 16 июля 1611, Грац — 24 марта 1644, Вильна) — принцесса из дома Габсбургов, урождённая эрцгерцогиня Австрийская, дочь Фердинанда II, императора Священной Римской империи. Первая супруга короля польского и великого князя литовского Владислава IV Вазы; в замужестве — королева Польши и великая княгиня литовская.

## Биография
Цецилия Рената была младшей дочерью императора Священной Римской империи Фердинанда II и его супруги, Марии Анны. Получила строгое католическое воспитание в Граце у иезуитов и была необычайно набожная, чем снискала симпатии людей. В то же время имела жизнерадостный характер, отличалась острым умом. Кроме немецкого, владела латынью и итальянским языком, любила музыку, выступала в театральных представлениях.
12 сентября 1637 года Цецилия Рената в Кракове вышла замуж за короля польского и великого князя литовского Владислава IV, приходившегося ей двоюродным братом по матери. Этот брак был предварительно обговорен императором и польским великим канцлером Ежи Оссолинским. За помощь в его заключении Оссолинский получил от Фердинанда II титул имперского князя. В качестве приданого Цецилия Рената получила княжества Опольское и Ратиборское, кроме этого, Фердинанд должен был возместить недостачи, оставшиеся ещё от приданого обеих супруг отца Владислава. Так как общественное мнение Польши было негативно настроено по отношению к Австрии, заключённый брачный договор хранился в тайне вплоть до выступления Владислава перед рейстагом в 1637 году, на котором он гарантировал своей супруге различные особые права и свободы. Однако наследовавший Фердинанду II его сын и брат Цецилии Ренаты Фердинанд III отказался полностью выдать приданое сестры, выделив ей лишь владение Виттингау (ныне Тршебонь в Чехии).

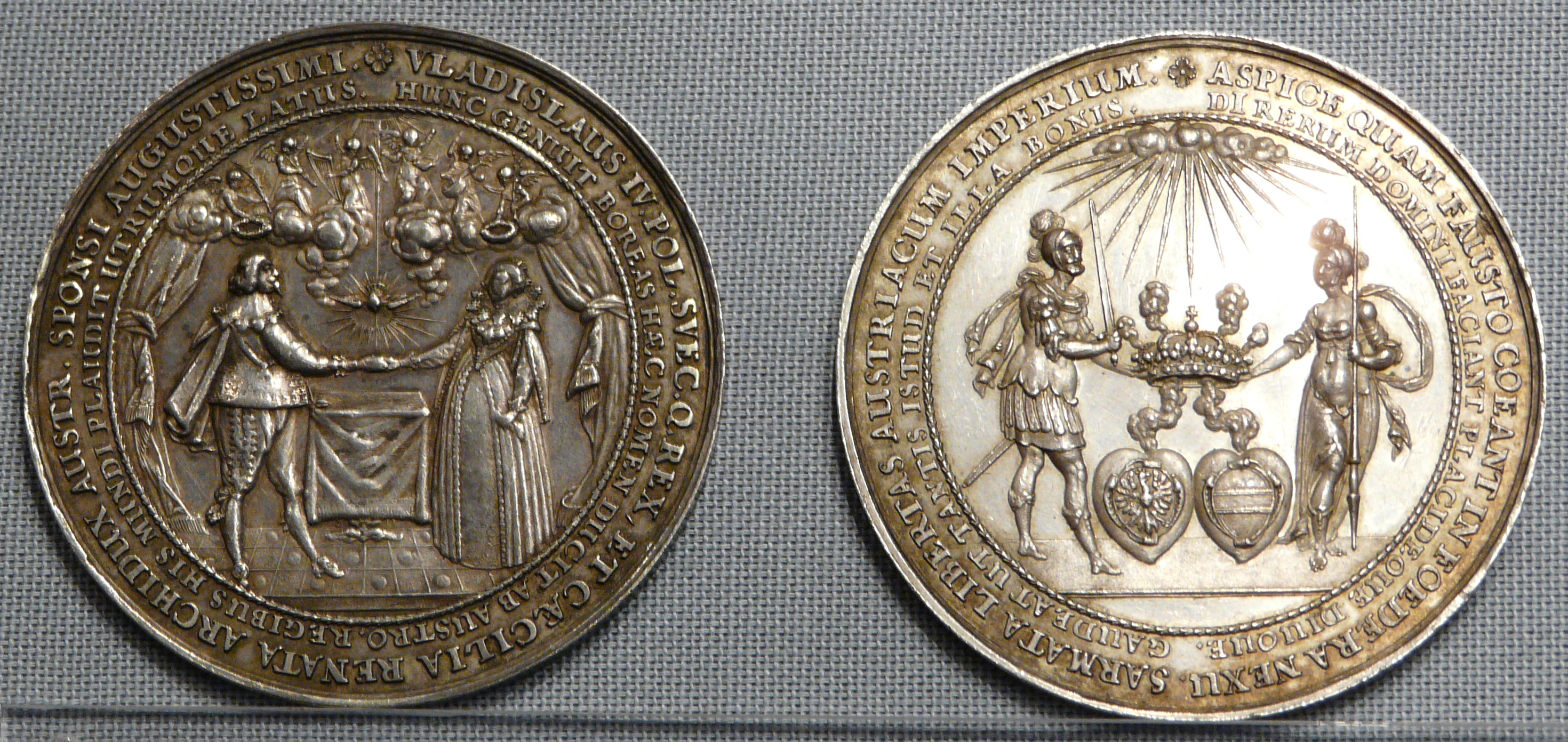
Памятная медаль в честь бракосочетания.

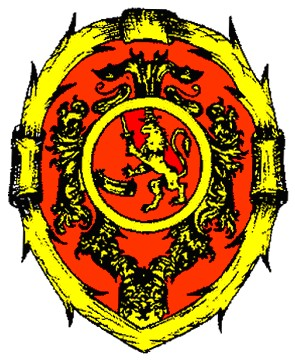
Герб г. Казимир Символ льва — из герба Цецилии Ренаты.

Бракосочетание состоялось в Вене 9 августа 1637 года, при этом жениха представлял польский принц Ян Казимир. Династический брак с Речью Посполитой имел для Австрии большое политическое значение, так как она рассчитывала на польскую поддержку в борьбе с восставшим в Венгрии князем Дьёрдем I Ракоци. Ожидания эти оправдались — король Владислав IV в своей европейской политике ориентировался на Австрию. От Владислава Цецилия Рената получила в качестве подарка карету, выложенную золотом и серебром. В остальном же король уделял своей супруге мало внимания и жизнь её при дворе в Кракове была непростой.
В Великом Княжестве Литовском Цецилии Ренате в 1639 году было дано во владение Бобруйское староство (в Речицком повете Минского воеводства), в котором она содействовала развитию ремёсел и торговли. По её привилею в 1643 году здесь был образован город с магдебургским правом — Казимир.
Цецилия Рената скончалась при родах своего третьего ребёнка в виленском дворце великих князей, ребёнок появился на свет мертворождённым. Похоронена в королевской усыпальнице в Вавельском соборе в Кракове.

## Дети
В браке с Владиславом Цецилия Рената беременела трижды. Двое детей родились живыми, однако не достигли совершеннолетия:
- Сигизмунд Казимир (1 апреля 1640 — 9 августа 1647)
- Мария Анна Изабелла (8 января 1642 — 7 февраля 1642)
- Мертворождённая дочь (23 марта 1644)

## Галерея

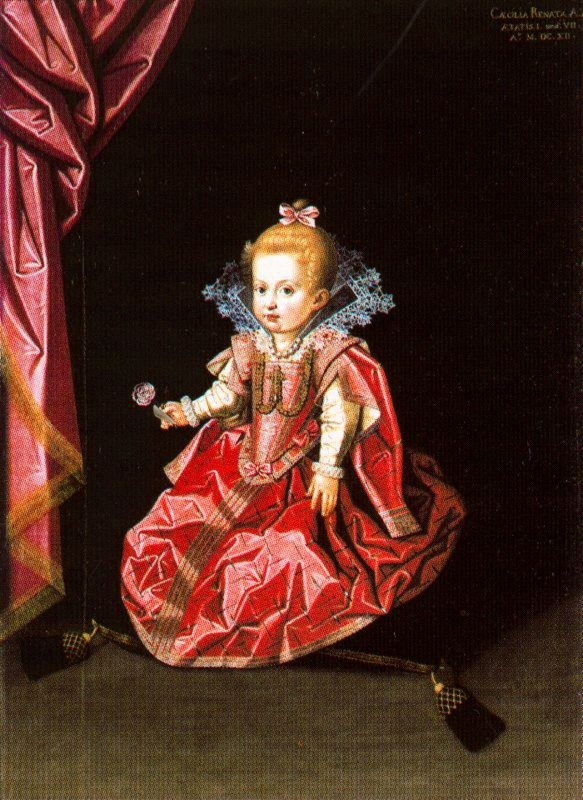
Цецилия Рената в возрасте 1 год. Джованни Пьетро де Помис, 1612. Палаццо Питти.
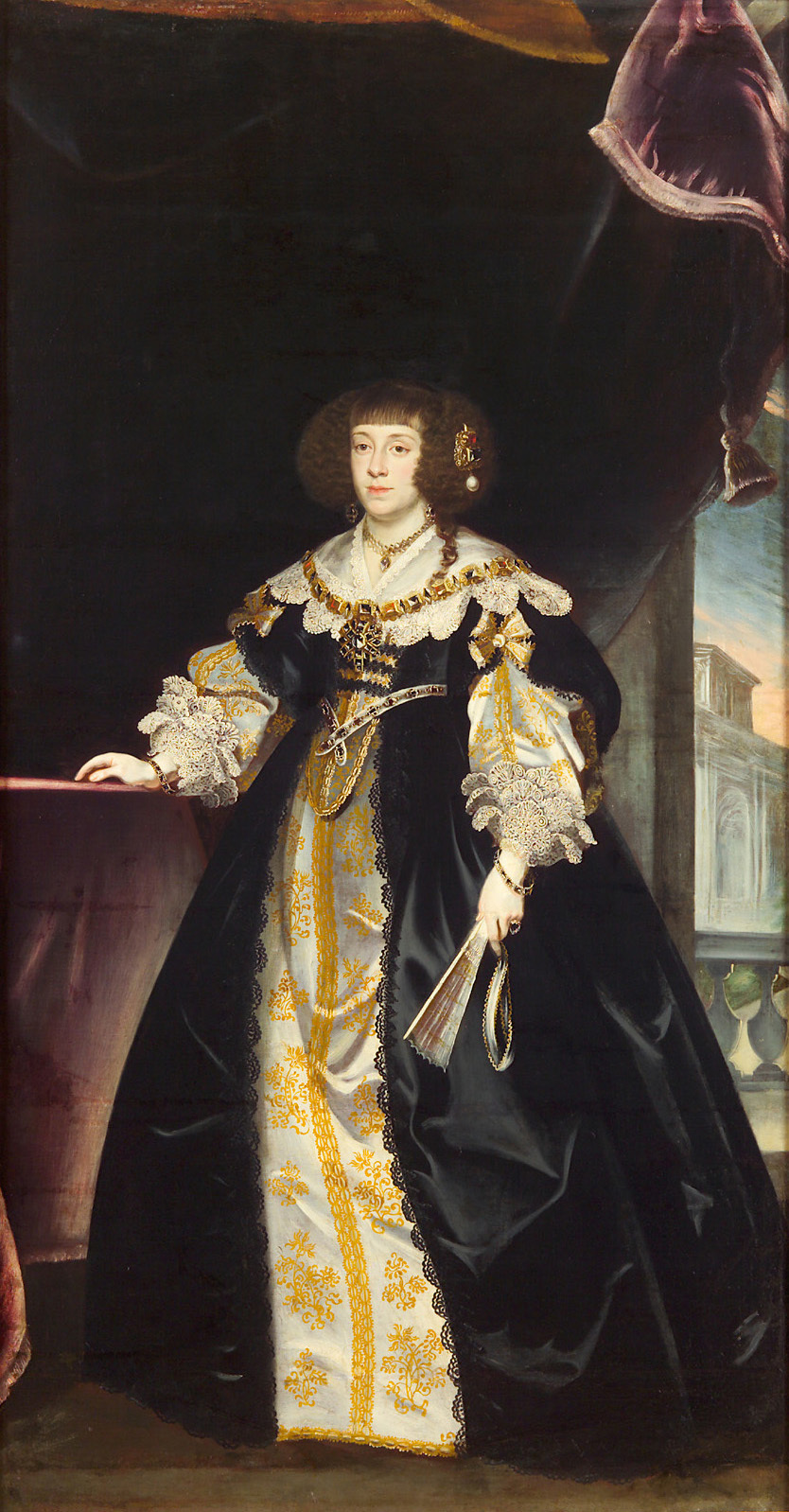
Цецилия Рената. Ф. Люкс, ок. 1640. Музей истории искусств, Вена.
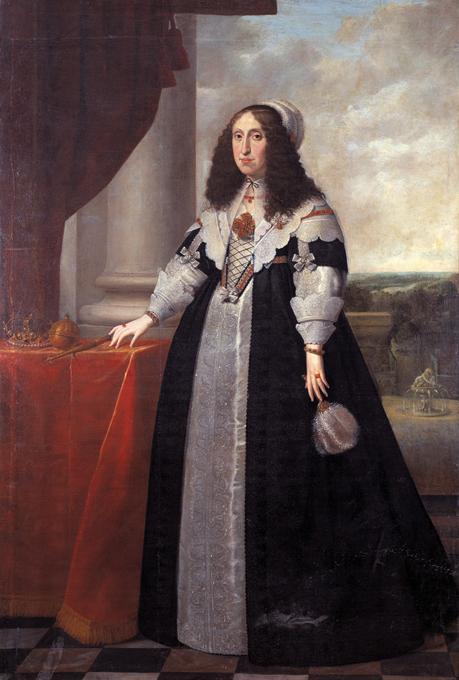
Цецилия Рената, 1643 г. Петер Данскерс де Ри. Национальная портретная галерея (Швеция).
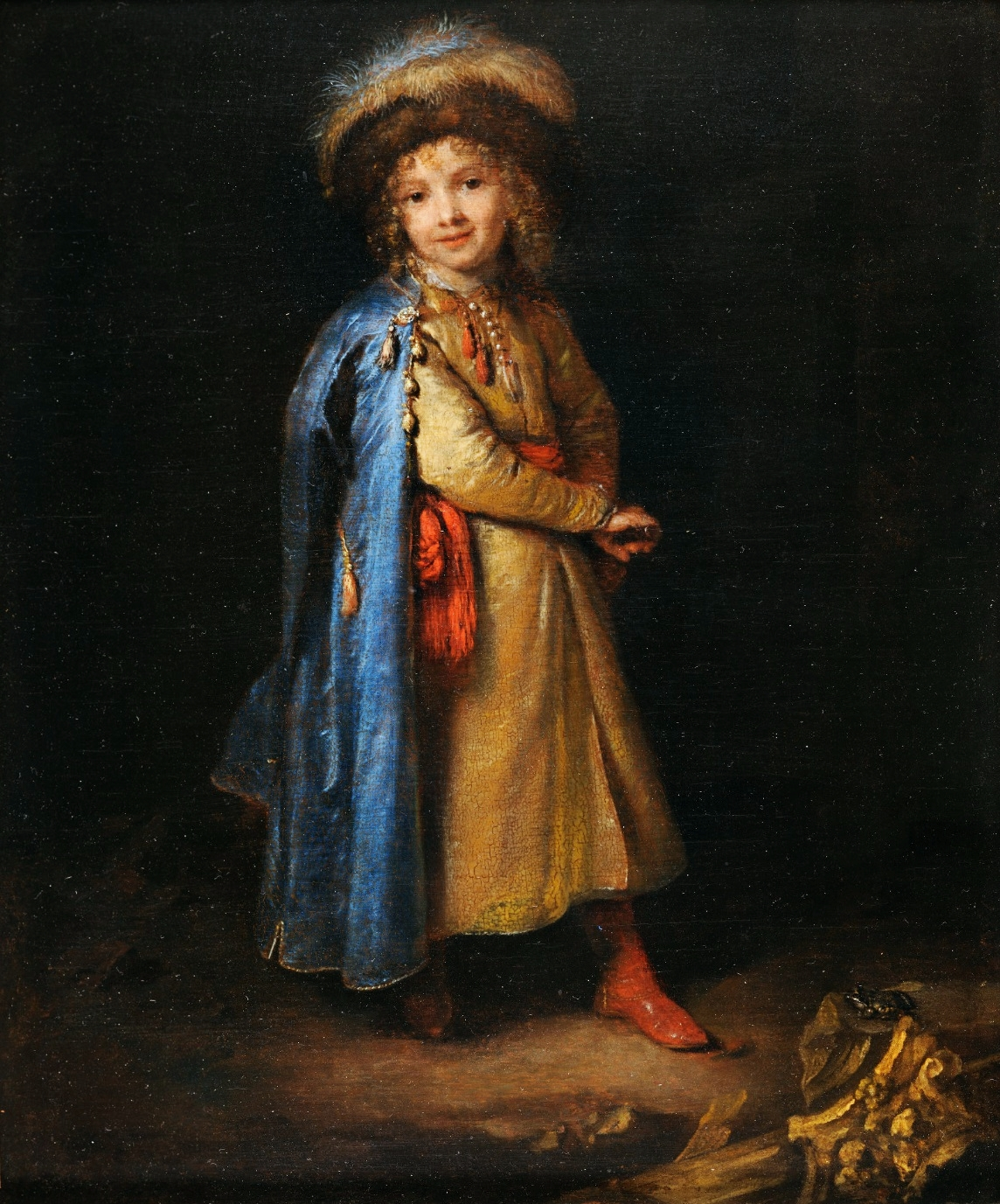
Сигизмунд Казимир. К. Нетшер, 1668 — 1672. Музей Чарторыйских.